# Mycodiplosis indica
Mycodiplosis indica är en tvåvingeart som beskrevs av Ephraim Porter Felt 1920. Mycodiplosis indica ingår i släktet Mycodiplosis och familjen gallmyggor. Inga underarter finns listade i Catalogue of Life.